# 도난 이사리비 철도

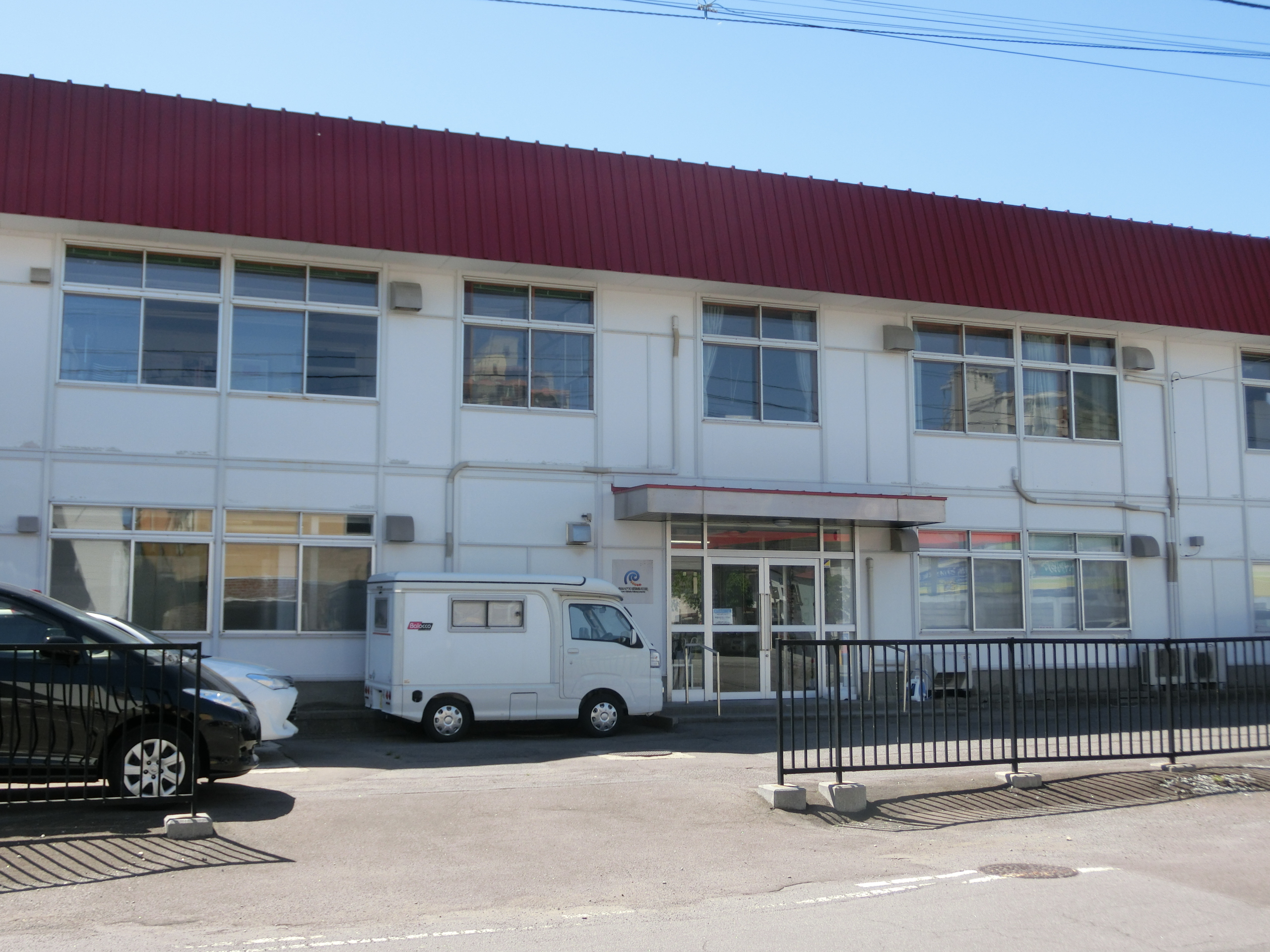

도난 이사리비 철도 주식회사(일본어: 道南いさりび鉄道株式会社, どうなんいさりびてつどう)는 홋카이도 하코다테시에 본사를 두고, 제3섹터 방식의 철도사업자이다.

## 개요
2016년 3월 26일 홋카이도 신칸센의 신아오모리역 - 신하코다테호쿠토역 사이의 개업에 따라, 병행 재래선 구간으로서 홋카이도 여객철도(JR 홋카이도)에서 경영 분리되는 에사시 선의 운영을 담당하는 철도 사업자이다.
2015년 3월 22일에 회사 로고가 결정되어 정식 발표되었다.

## 연혁
- 2005년 7월 21일: 홋카이도 도난 지역 병행재래선 대책 협의회 설치.
- 2012년 5월 23일: 홋카이도 도난 지역 병행재래선 대책 협의회를 도난 지역 (기코나이 - 고료카쿠) 제3섹터 철도 개업 준비위원회로 개칭.
- 2014년
  - 8월 1일: 홋카이도 도난 지역 병행재래선 준비 주식회사 설립.
  - 8월 29일: 제1회 안전 관리 자문 회의를 개최.
  - 11월 4일: 제2회 안전 관리 자문 회의를 개최.
- 2015년
  - 1월 1일: 회사명을 도난 이사리비 철도로 개칭.
  - 3월 2일: JR 홋카이도가 에사시 선의 폐지 신고를 제출함.
  - 3월 22일: 회사 로고가 결정.
  - 3월 27일: 제1종 철도 사업 허가를 신청함.
  - 6월 29일: 에사시 선의 고료카쿠역 - 기코나이역 간(영업 킬로: 37.8km)의 제1종 철도 사업 허가를 국토 교통성이 인가.
  - 8월 1일: 본사를 홋카이도 삿포로시에서 하코다테시 와카마츠 쵸에 이전하고, 3일부터 업무 개시함.
  - 10월 26일: 개업시의 운임을 발표.
- 2016년 3월 26일: 도난 이사리비 철도로 고료카쿠 역 - 기코나이역 사이가 개업.

## 노선
- 도난 이사리비 철도선(일본어: 道南いさりび鉄道線): JR 홋카이도 에사시 선의 고료카쿠역 - 기코나이역(37.8 km)을 이관받음.

지령 시스템 및 차량 기지에 대해서는 JR홋카이도의 시설·설비를 공동 사용할 예정이다.

## 주주
2014년 8월 1일 현재 주주 구성은 다음과 같다.
| 이름       | 소유 주식수 (주) | 소유 비율 (%) |
| ---------- | ---------------- | ------------- |
| 홋카이도   | 180,800          | 80.0          |
| 호쿠토시   | 25,312           | 11.2          |
| 하코다테시 | 9,944            | 4.4           |
| 기코나이정 | 9,944            | 4.4           |

## 차량
JR 홋카이도에서 특별 보전 공사 시공된 키하 40형 기동차가 9량 양도될 예정이다. 양도 가격은 에사시 선 및 기타 철도 자산도 포함하여 총액 16억 엔(부가세 제외) 정도일 것으로 전망된다.

## 운임
JR 홋카이도의 운임의 약 1.3배로 올린다.

## JR 특별 기획 승차권의 취급에 대해
청춘18티켓에 대해서는 청춘18티켓 홋카이도 신칸센 옵션권을 구입하며 기코나이 - 고료카쿠 사이를 통과 이용하는 경우에만 사용할 수 있는 특례가 마련됐다. 홋카이도&동일본 패스에는 적용되지 않으며, JR 패스 및 JR 홋카이도에서 발행하는 패스로는 이용 불가.

## 같이 보기
- 홋카이도 신칸센